# كاتدرائية بازيليك القلب المقدس
كاتدرائية بازيليك القلب المقدس هي خامس أكبر كتدرائية في أمريكا الشمالية تقع في نيوآرك، نيوجيرسي.بدأ بنائها في 1899 وأكتملت في 1954.